# Contea di Smith (Mississippi)
La contea di Smith ( in inglese Smith County ) è una contea dello Stato del Mississippi, negli Stati Uniti. La popolazione al censimento del 2000 era di 16 182 abitanti. Il capoluogo di contea è Raleigh.